# Gunnarella begaudii
Gunnarella begaudii är en orkidéart som först beskrevs av Nicolas Hallé, och fick sitt nu gällande namn av Karlheinz Senghas. Gunnarella begaudii ingår i släktet Gunnarella och familjen orkidéer. Inga underarter finns listade i Catalogue of Life.